# Nieste
Nieste település Németországban, Hessen tartományban. Lakosainak száma 2119 fő (2023. december 31.).

## Népesség
A település népességének változása:
| Lakosok száma | 1866 | 1995 | 1995 | 2040 | 2080 | 2119 |
|               | 2014 | 2017 | 2019 | 2021 | 2022 | 2023 |